# Kalix kyrka

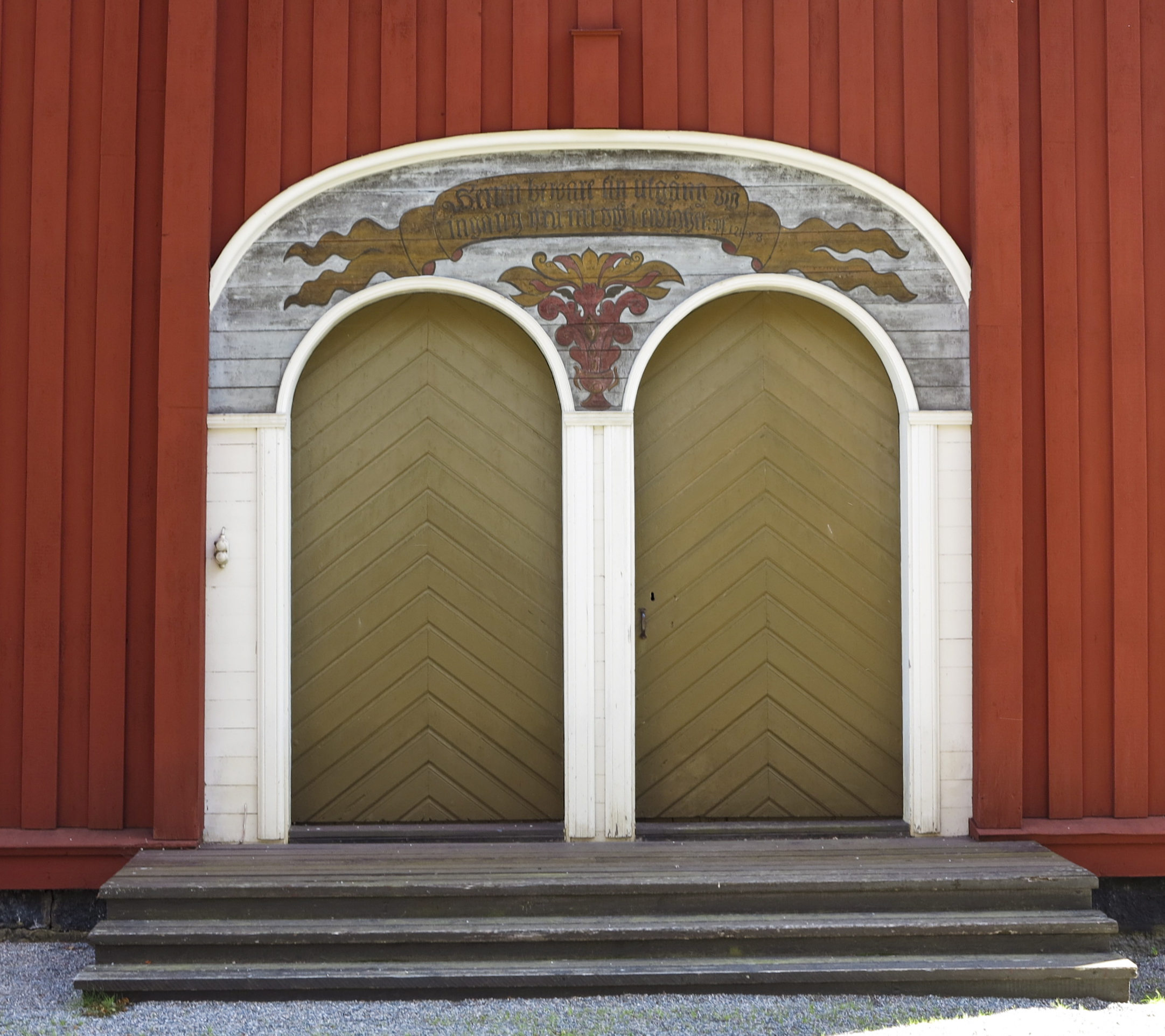
Portal i klockstapeln.

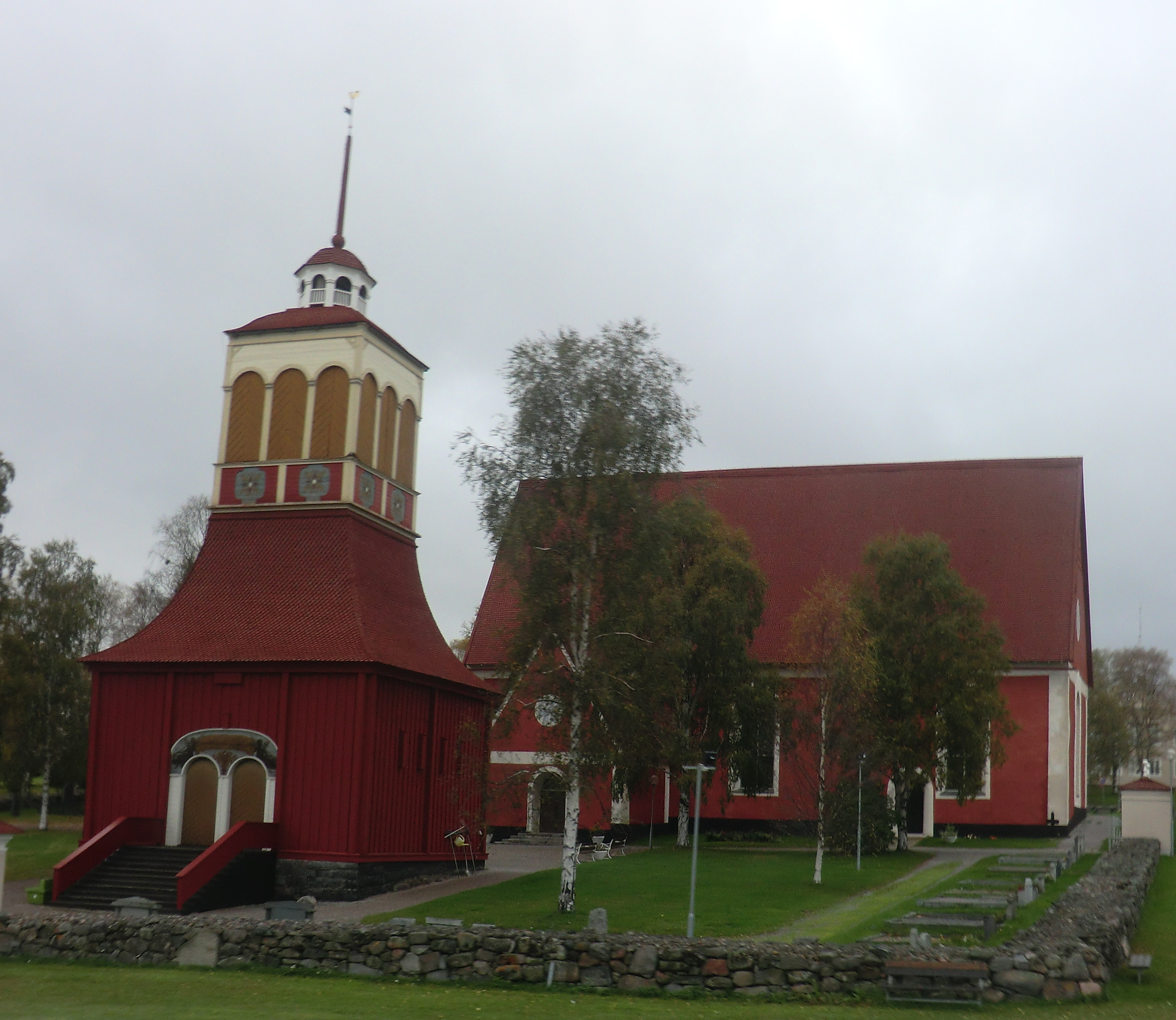
Klockstapeln framför kyrkan.

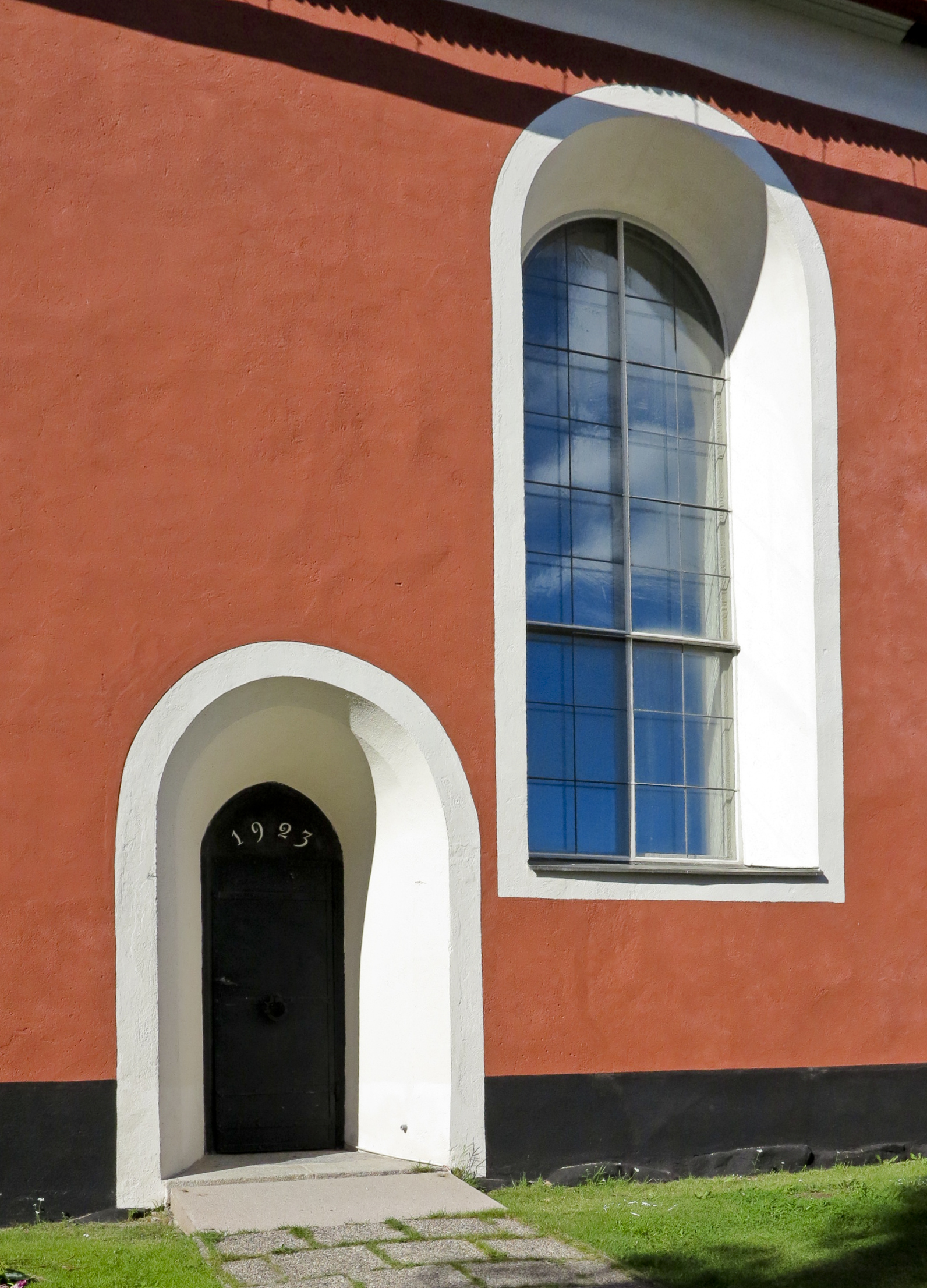
Dörr och fönster.

Kalix kyrka (även Nederkalix kyrka) är en kyrkobyggnad i Kalix, nära Kalix älv och Europaväg 4. Den är församlingskyrka i Kalix församling i Luleå stift. Kyrkan är Sveriges nordligaste medeltidskyrka, och sannolikt den äldsta kyrkan i Norrbotten. Under medeltiden mynnade Kalixälven ut i havet invid kyrkplatsen. Landhöjningen har dock flyttat älvmynningen nästan en mil åt sydost. År 1472 besöktes kyrkan av ärkebiskop Jakob Ulvsson Örnfot, som invigde altartavlan och utfärdade ett avlatsbrev i Kalix kyrka. Brevet finns bevarat i en avskrift från 1600-talet.

## Kyrkobyggnaden
Nuvarande stenkyrka uppfördes troligen omkring mitten av 1400-talet. Kyrkobyggnaden är en enskeppig salkyrka i forngotisk stil med tegelornerade gavelrösten. En vidbyggd sakristia finns i norr och ett dito vapenhus i söder. Vapenhuset är från 1600-talet och föregicks av ett medeltida vapenhus av trä. Två medeltida sydportaler har byggts, en i koret och en i långhuset. Kyrkorummet är täckt av tre stjärnvalv. I korvalvet har funnits medeltida kalkmålningar, men dessa förstördes vid en brand 1595. Kyrkan återställdes efter branden, med undantag för kalkmålningarna. Kyrkan putsades 1653. År 1716 plundrades kyrkan av ryssarna. Under 1747 utvidgades fönstren. Åren 1753–1754 verkställdes en restaurering. Under senaste kriget mot ryssarna 1809 användes kyrkan som stall av den ryska hären. Åren 1921–1923 insattes nybarock inredning under ledning av Otar Hökerberg. En restaurering 1955 under Einar Lundberg innebar att äldre inredning återinsattes och fasaderna restaurerades, varvid de medeltida, sedermera överputsade tegelorneringarna framtogs. Den senaste restaureringen utfördes 1972 efter ritningar av Uno Söderberg. Exteriören och interiören översågs och underhölls. Äldre bänkinredning återinsattes. Ny läktare byggdes. Altarmurens glasmålning utfördes 1974 av Pär Andersson. Medeltiden dominerar dock som helhet och härtill bidrar fragment av korets medeltida kalkmålningar.

## Klockstapeln
Klockstapeln är av så kallad bottnisk typ med rikt sirade ljudportar. Stapeln timrades 1731 av hantverkare från Österbotten. I stapeln hänger tre kyrkklockor, där den äldsta är gjuten 1682. Högst upp finns en åttakantig lanternin. Landsvägen (numera Europaväg 4) gick tidigare utmed södra delen av kyrkogårdsmuren och klockstapeln fungerade då som stiglucka mot kyrkogården. I och med att vägen flyttades och kyrkogården utvidgades står klockstapeln numera inne på kyrkogården.

## Inventarier
- Predikstolen bär inskriften ”A:o 1674 EIS” och är troligen den äldsta i Luleå stift. Runt predikstolen finns skulpturer av Jesus och några av apostlarna.
- Ärkebiskop Jakob Ulvsson Örnfot besökte Kalix 1472 och invigde då altarskåpet som nämns i ett avlatsbrev från samma år. Det celebra besöket kan ha avsett inledningen till nytt kyrkobygge eller invigningen av den nuvarande kyrkan. I altarskåpet finns tre skulpturer. I centrum finns Maria och Jesusbarnet. Skulpturen till vänster föreställer Jakob den äldre och skulpturen till höger Jakob den yngre. Altarskåpets dörrar är från nyare tid.
- I kyrkans bakre del finns två skulpturer som föreställer Maria och aposteln Johannes. Skulpturerna ingick i en altargrupp från 1880-talet skänkt av familjen Bergman.
- Dopfunten är medeltida och har en inskrift på latin som betyder ”frälsning och liv skänkas oss i det välsignade vattnet.”
- Epitafium över adelsdamen Margaretha Girsström, född Tornaeus
- Nuvarande orgelverk med 27 stämmor är från 1974. Orgeln har cirka 2 000 pipor och är byggd av Grönlunds Orgelbyggeri i Gammelstad.

| Man I. Huvudverk    | Man II. Bröstverk (sv) | Pedal         | Koppel |
| ------------------- | ---------------------- | ------------- | ------ |
| Principal 8'        | Gedackt 8'             | Subbas 16'    | II/I   |
| Rörflöjt 8'         | Fugara 8'              | Oktava 8'     | II/P   |
| Oktava 4'           | Principal 4'           | Gedacktbas 8' | I/P    |
| Spetsflöjt 4'       | Koppelflöjt 4'         | Oktava 4'     |        |
| Kvinta 2 2/3'       | Waldflöjt 2'           | Nachthorn 2'  |        |
| Oktava 2'           | Nasat 1 1/3'           | Mixtur IV     |        |
| Mixtur V            | Cymbel III             | Basun 16'     |        |
| Cornett III         | Sesquialtera II        | Trumpet 4'    |        |
| Fagott 16'          | Dulcian 8'             |               |        |
| Trumpet 8' (spansk) | Tremulant              |               |        |

- Grönlunds Orgelbyggeri har även byggt den lilla kororgeln om fyra stämmor med bihangspedal.

## Bilder

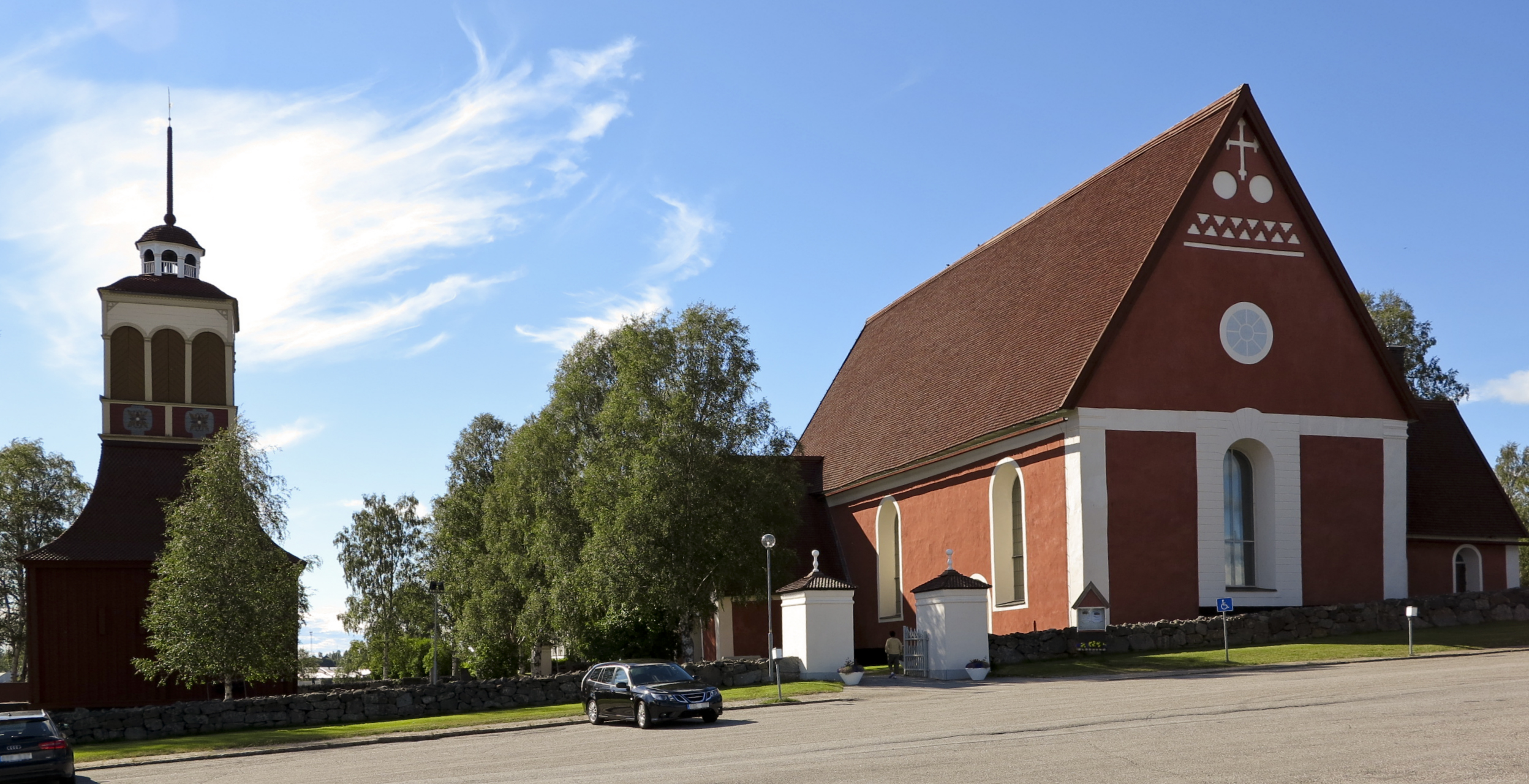
Kalix Kyrka och klockstapeln år 2012.
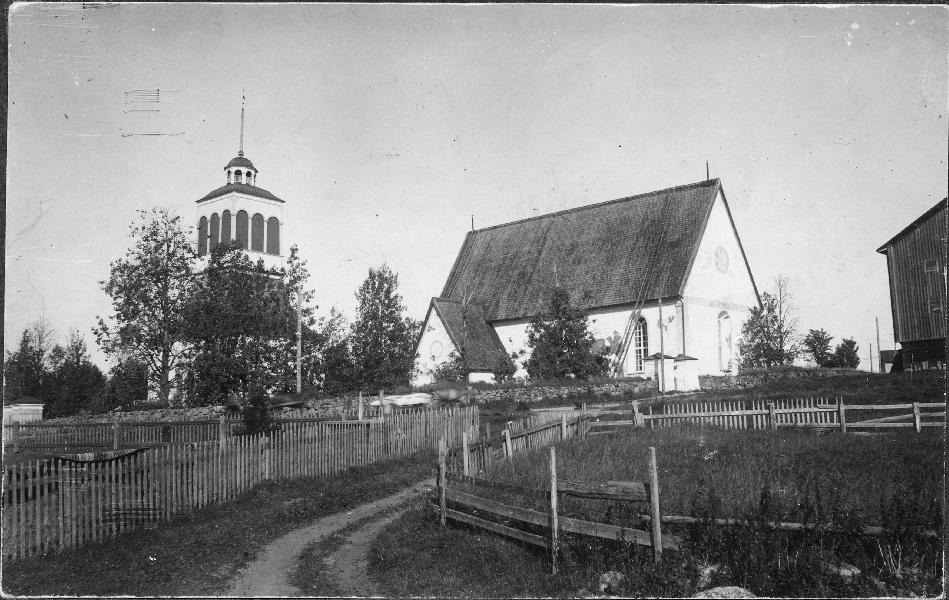
Kalix Kyrka sedd från sydöst.
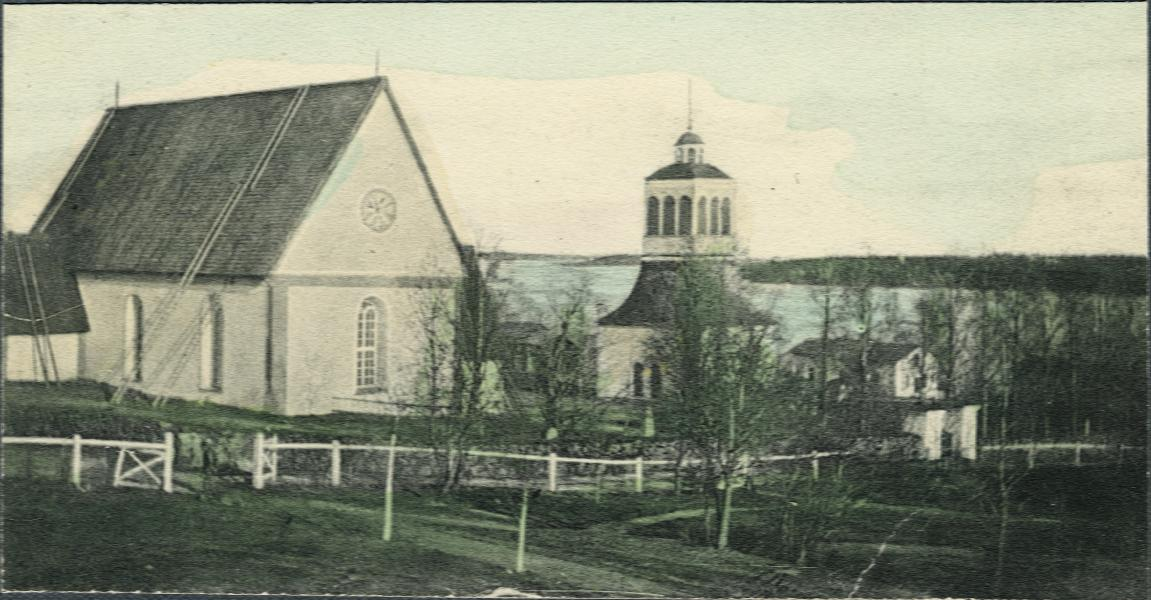
Kalix Kyrka från nordväst.
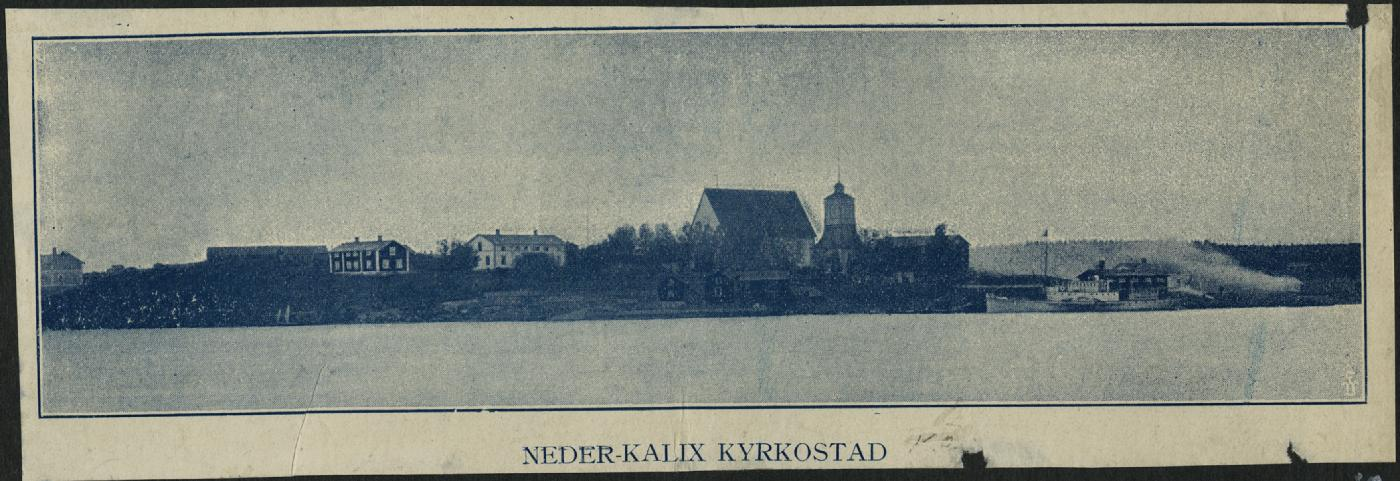
Kyrkan och dess omgivningar sedd från andra sidan älven.
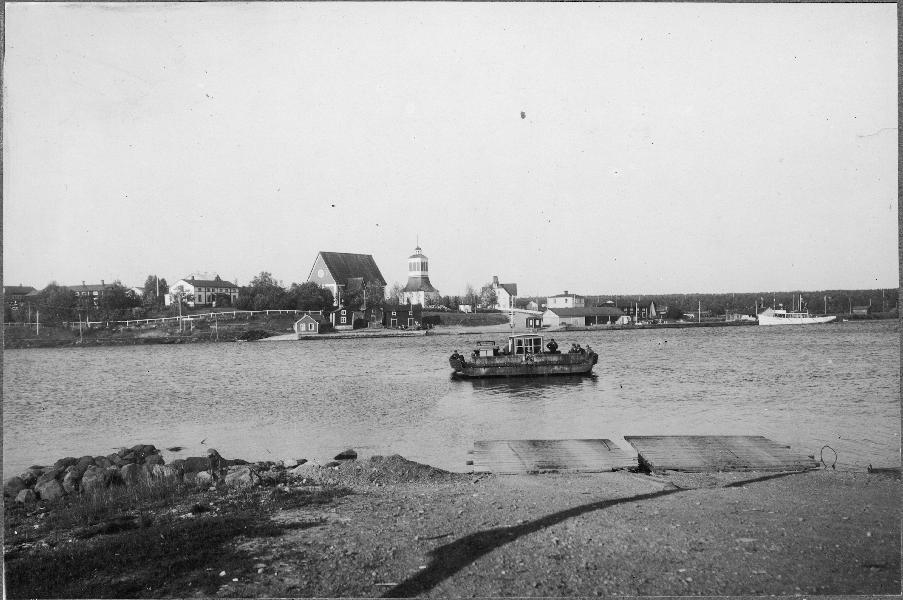
En färja är på väg över mot färjstället vid Kalix kyrka år 1926.
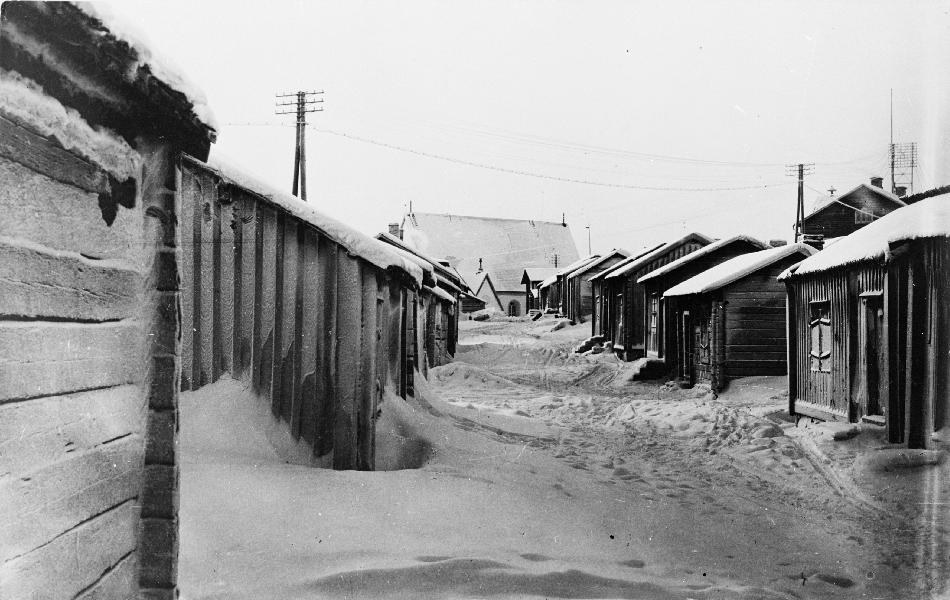
Kalix gamla kyrkostad som revs under de första årtionden av 1900-talet.[1] Idag finns en kyrkstuga bevarad vid församlingsgården.
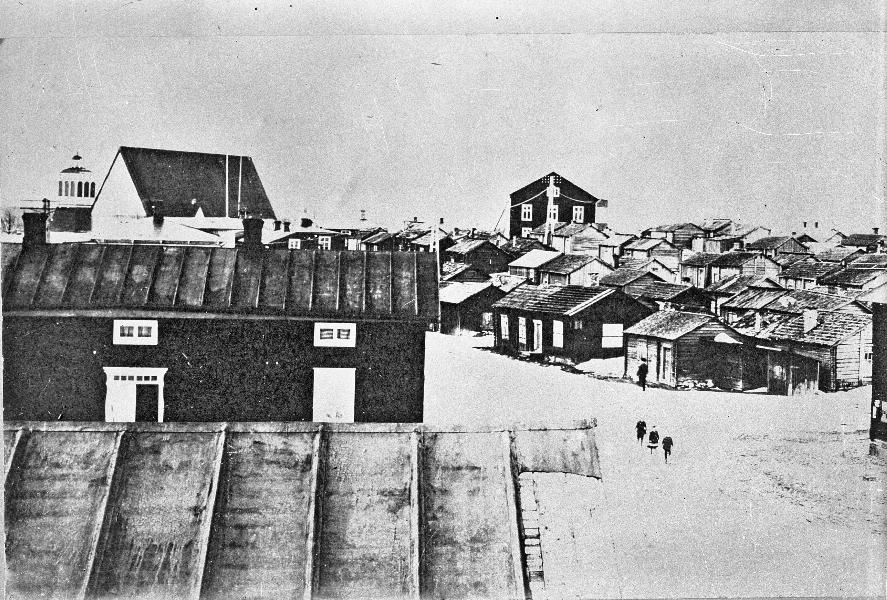
Köpmannagatan under 1900-talets början med kyrkstugorna. Nuvarande Kalix tingshus är den stora byggnaden i mitten av bilden.